# Château de Morges
Le château de Morges est un château de Suisse, situé sur le territoire de la commune vaudoise de Morges. Construit au XIIIe siècle à des fins militaires, il devenu un musée en 1925. Le château, classé monument historique, ainsi que ses collections d'histoire militaire, sont inscrits comme biens culturels suisses d'importance nationale,.

## Histoire
Afin de protéger la ville neuve fondée en 1286 par Louis de Savoie à l'embouchure de la Morges, le château fort a été élevé de 1286 à 1296 environ, sans doute sous la direction du maître maçon Huet de Morges. En bordure du lac Léman, il joue également un rôle stratégique de fortification du port. Il est établi sur un plan carré, avec quatre tours d’angle reliées par des ailes. L'ensemble est disposé autour d’une cour surélevée, dotée d’exceptionnelles casemates renvoyant à des modèles de Terre sainte, notamment au Krak des Chevaliers et à l’architecture d’Île-de-France, que Louis de Savoie pouvait connaître. Cette forteresse correspond au type du « carré savoyard » et se réfère tout particulièrement au modèle du château d'Yverdon. À la différence d’Yverdon, toutefois, le donjon (qu’il faut en fait appeler « grosse tour »), est en position offensive, du côté de la ville et au voisinage de l’entrée du château. Cette dernière était accessible par un pont-levis, auquel on arrivait par un escalier extérieur. Un mur d’enceinte, lui-même cantonné de tours, chemisait l’ensemble. Le château a subi de graves incendies, accidentel en 1391, volontaire en 1475. Défendu par un condottiere Italien à la solde du duc de Savoie en 1536, lors de la conquête du Pays de Vaud par les Bernois, le château est abandonné par ses défenseurs et a donc été pris sans coup férir.

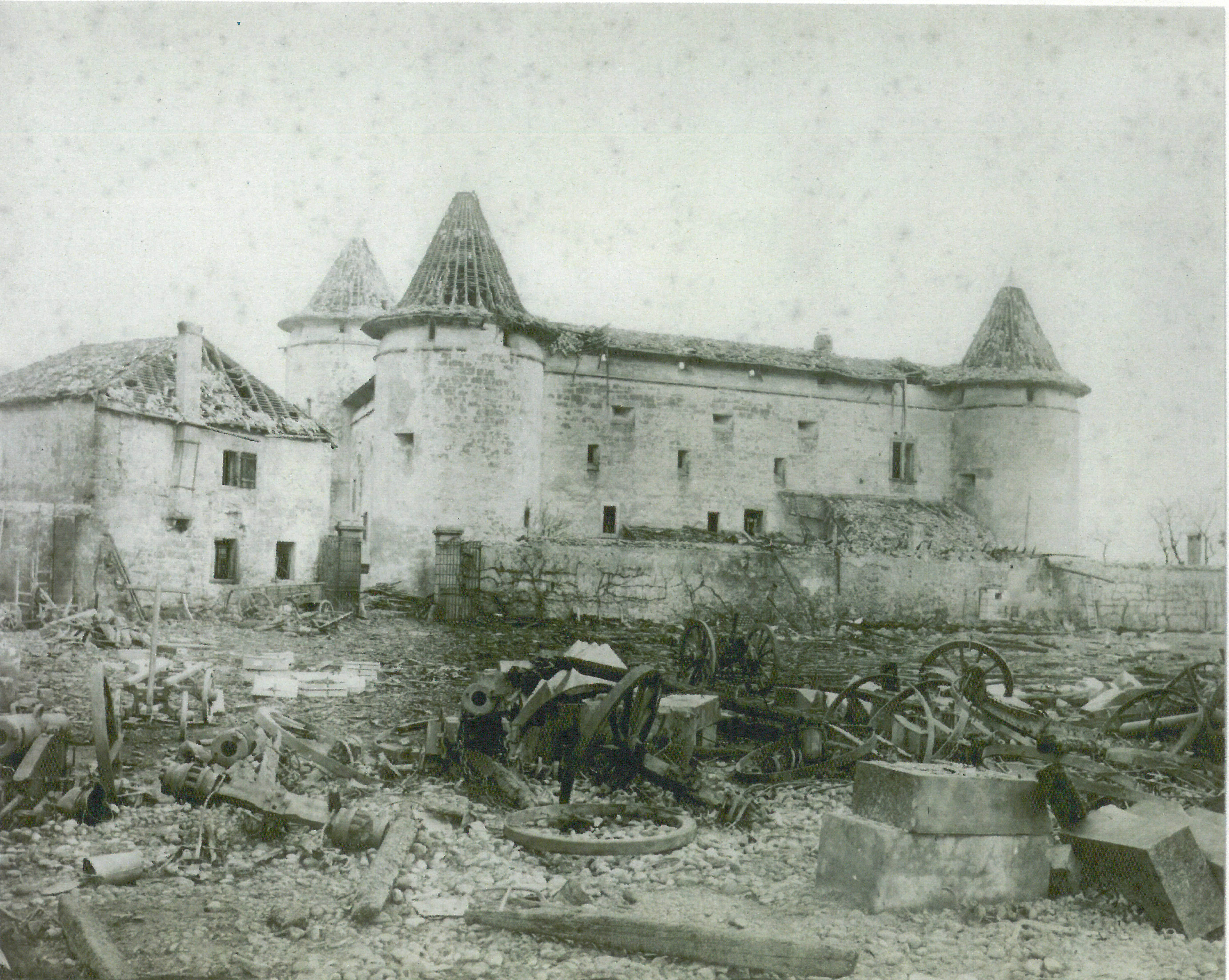
Photo prise le 2 mars 1871 après l'explosion de l'arsenal.

Siège de châtellenie au Moyen Âge, la forteresse devient siège de bailliage à l’époque bernoise. Les nouvelles autorités trouvent le château dans un état très délabré et décident de le moderniser en l’adaptant aux progrès de l’artillerie. De grands travaux ont donc lieu entre 1540 et 1550, d’après un projet général du maître d’œuvre Valentin Hirsinger, les ouvrages proprement dits étant effectués par des bâtisseurs de la Valsesia. Ceux-ci abaissent notablement l’ensemble de la forteresse. Ils en reconstruisent pratiquement toute sa moitié supérieure en la dotant de parapets à plongée arrondie, aptes à faire ricocher les projectiles ennemis.
Dès 1803, après l’indépendance du canton de Vaud, le château devient arsenal cantonal. D’importantes transformations ont lieu en 1836-1839 sous la direction de l’architecte Henri Perregaux et impliquent la démolition de l’enceinte extérieure du château ainsi que la construction, sur le côté occidental, d’un grand dépôt pourvu de deux ailes en retour d’équerre. Ce dernier explose en 1871, accident qui fait 26 morts, essentiellement des internés français de l’armée Bourbaki occupés au désamorçage de vieilles cartouches,,.
Le château est classé monument historique en 1900. En plus de son activité d'arsenal et de bâtiment administratif pour les affaires militaires, le château abrite le musée militaire vaudois.

## Musée
L’idée de créer un musée militaire vaudois est née à la fin du 19e siècle. En 1925, le château est transformé en musée et développe une activité culturelle importante pour le canton de Vaud. Il protège des collections variées, constituées d'armes et d'armures rares, de bannières et drapeaux anciens, de peintures, de documents officiels et bien d'autres témoins du passé qui rendent tangible l'histoire militaire de la région. D’autres legs et collections viennent enrichir le musée dans la seconde moitié du XXe siècle.

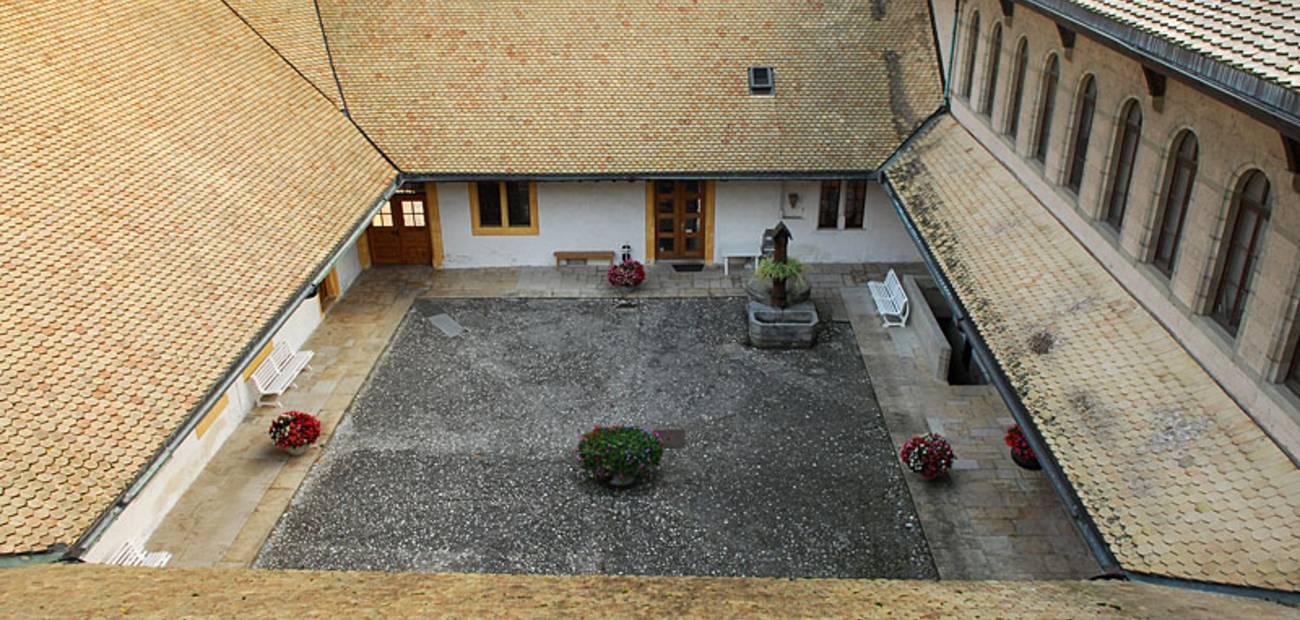
Vue de la cour intérieure du château de Morges.

Le Château de Morges et ses Musées (ancien musée militaire vaudois) est l'un des musées cantonaux vaudois. Rattaché au Service de la Sécurité Civile et Militaire de l’État de Vaud, au sein du Département de l'environnement et de la sécurité, le musée cherche à reconstituer l'histoire militaire du Pays de Vaud et de ses alentours. Il est consacré aux modes de vie, mentalités et savoir-faire techniques des sociétés passées.

## Expositions

### Expositions permanentes
Le château de Morges et ses musées présente plusieurs parcours permanents :
Musée de l'artillerie : les sous-sols du Château hébergent une quarantaine de bouches à feu, une collection de modèles réduits complétée par des planches techniques. Une iconographie retrace le développement de l’artillerie suisse des guerres de Bourgogne à nos jours.
Fidelitate et honore. Régiments suisses au service étranger: il y est retracé l'histoire des soldats suisses dans les armées étrangères au cours de l'histoire.
Petits soldats. Une histoire de la stratégie en figurines: y figure une reproduction en miniature de batailles qui ont marqué l'Histoire.
350 ans d'histoire militaire vaudoise - de Davel à Guisan :  est mise en lumière l'histoire militaire du canton, de l'épée de justice ayant servi à l'exécution du Major Davel à l'uniforme porté par le Général Guisan.
Musée de la Gendarmerie Vaudoise :  y est présentée une collection d'objets variés retraçant l'histoire de la Gendarmerie vaudoise, de 1803 - date de fondation du Canton - à nos jours.
Musée Paderewski : y est exposée une sélection des objets et documents de la collection Paderewski. Le parcours aborde la présence d’Ignace Paderewski.

### Expositions temporaires
- 2023-2024 : YA LE FEU AU LAC! (Gudrun Berger)
- 2021 : La Fille du Pape : Marguerite de Savoie (Peter Rückert, Anja Thaller et Klaus Oschema)
- 2020 : Code-Poésie (Antonio Rodrigez, Sarah Kenderdine).
- 2019-2020 : En Garde ! Le maniement des armes à travers les âges (Daniel Jaquet).
- 2019 : 1919 Paderewski président - une vie d'engagement patriotique en faveur de la Pologne entre Morges et les États-Unis (Antonin Scherrer).
- 2019 : Le Servagnin des casemates du Château de Morges. Un chai à barriques.
- 2018 - 2019 : Fantastique ! Armes et armures dans les mondes imaginaires, (Nicolas Baptiste).
- 2018 : Garde à la frontière, la 14-18 des soldats suisses en BD (Samuel Embleton)
- 2017 : Audrey Hepburn et Hubert de Givenchy, une élégante amitié (Eloy Martinez) en collaboration avec l’Expo Fondation Bolle et le Musée Alexis Forel.
- 2016 : Armatus Corpus, Princes & chevaliers, 600 ans du duché de Savoie (Nicolas Baptiste).
- 2015 : Volonté et confiance ʺHier comme demainʺ : 25 juillet 1940, Rapport du Rütli (Jean-Jacques Langendorf).
- 2014 : À Armes égales (Heike Schildhauer et Patricia Glave), en collaboration avec le Musée Forel.
- 2013 : Services Secrets (Jacques Baud).
- 2012 : 50ème anniversaire de la Brigade du lac de la Gendarmerie Vaudoise.
- 2012 : Esprit du lac – Hommage aux grands maîtres, huiles sur toiles de Nadia Forsell.
- 2011 : Henry Meylan – peintre du silence (Noémie Weissbrodt).
- 2011 : Max Vittel, Paul Wüst – Le Maître et l’élève : peinture, dessins et croquis (Musée Forel, Fondation Bolle et château de Morges).
- 2010 : Le Général Guisan – Commandant en chef de l’Armée durant la Seconde Guerre mondiale, exposition présentée à la Maison Verte Rive, Pully.
- 2010 : Lac-en-ciel, huiles sur toiles de Rita Rielle. Lumières sur Morges et son Château, aquarelles de Colette Bardin.
- 2009 : Illustres soldats Vaudois dans le monde, de Davel à Guisan, Espace des écrivains militaires vaudois, (Alain-Jacques Tornare & Pascal Pouly).
- 2007 : La Femme et les Arts martiaux, œuvres de l’artiste peintre Feodor Tamarsky
- 2006 : Morgenstern, exposition rassemblant des jeunes artistes de la scène contemporaine (Claudia Comte).
- 2006 : Souvenirs de Morges, consacré au patrimoine photographique et de la cartophilie. Présentée conjointement au Musée Forel et au château de Morges (Salvatore Gervasi).
- 2006 : Avec l’empereur, du terrain à la toile, par l’illustrateur Patrice Courcelle.
- 2005 : Bushido – Le sabre et le pinceau, du Samouraï, homme de guerre au Samuraï homme d’art et de culture (Gaspard de Marval).
- 2005 : Le Rail à Morges 1855-2005. Exposition organisée conjointement par l’ASM, le Musée Forel et le château de Morges.
- 2004 : Vues et Mémoires de Morges, patrimoine iconographique de Morges et de sa région (en collaboration avec le Musée Alexis Forel).
- 2003 : Les Vaudois de Napoléon (1798-1815), dans le cadre du bicentenaire de l’entrée du canton de Vaud dans le Confédération suisse (Alain-Jacques Tornare & Pascal Pouly).
- 2002 : Au fil de l’épée, art et armes blanches – Collection Carl Beck, Sursee (Jürg A. Meier & Pascal Pouly).
- 2001 : Génie de lames – 2000 ans de couteaux de poche (Collection Horst A. Brunner).
- 2000 : Montres de tir suisses, organisée dans le cadre du Tir fédéral à Bière (Pascal Pouly, en collaboration avec Jean-Louis Martin).
- 1999 : Pistolets et revolvers suisses, 1720-1999, (Jürg A. Meier & Pascal Pouly)
- 1998 : Vaudois au service de France 1789-1798, dans le cadre du bicentenaire de la Révolution vaudoise, (Alain-Jacques Tornare & Pascal Pouly).
- 1997 : Le Monde du Kris, Indonésie - Malaisie – Philippine (Gaspard de Marval).
- 1996 : Henry Meylan, œuvres du peintre issues de nos collections.
- 1995 : Les armes orientales, présentée à Morges en collaboration avec le musée militaire historique de Prague.
- 1995 : La Suisse et son armée fédérale, de 1852 à nos jours, présentée au musée militaire historique de Prague (Pascal Pouly).
- 1994 : Piémont XVIIe – XIXe siècle – Armes et technologie militaire – Royaumes de Sardaigne et d’Italie, réalisée en collaboration avec le Musée historique national d’artillerie de Turin.
- 1993 : Armes d’apparat d’Europe centrale, du XVIe au XIXe siècle, réalisée en collaboration avec le musée militaire historique de Prague.
- 1992 : La poste de campagne, l’histoire de la poste militaire en Suisse.
- 1991 : Le général Henri Guisan.
- 1987 : Armes collectives d’infanterie (Hans Maag).
- 1986 : 700 ans de la ville de Morges et de son château.
- 1985 : Ordres et décorations, exposition consacrée aux marques d’honneur symbolisant des récompenses de caractère national (Alfred Humbert-Droz).

### Une exposition temporaire au-delà du réel
En 2018-2019, l'exposition temporaire "Fantastique ! Armes et armures dans les mondes imaginaires" exploitait, pour les valoriser, une grande partie des collections des réserves, dont le point commun était les récits fantastiques de la Pop-culture. Des mondes médiévaux fantastiques aux univers galactiques, en passant par les mondes "mécatopiques" de Jules Verne et les aventures de pirates et de chasse au trésors, l'exposition a montré comment la culture populaire peut servir à la valorisation des patrimoines militaires. Due aux travaux de recherches de Nicolas P. Baptiste et Soline Anthore-Baptiste, l'exposition a fait suite à celle qui a marqué l'histoire au Royal Armouries de Leeds, présentant des armes des ateliers Weta Workshop qui ont travaillé pour les films du Seigneur des Anneaux et des Chroniques de Narnia et des armes historiques, fruit du travail acharné du conservateur Bob Woosnam Savage.

## Collections et fonds

### Fonds Château de Morges.
Depuis sa création, le musée militaire vaudois (aujourd'hui château de Morges) a recueilli, par le biais de donations, d’acquisitions et de dépôts un important fonds de près de 70'000 armes, uniformes, coiffures, pièces d’équipement et figurines retraçant l’histoire militaire suisse en général et vaudoise en particulier.

### Fonds Raoul Gérard (figurines)
Depuis 1974 le château de Morges est dépositaire d’un fabuleux fonds de près de 40'000 figurines plates d’étain du célèbre collectionneur Raoul Gérard. Un parcours permanent consacré à ce fonds est inauguré en 1982.

### Collection artillerie (CH)
Le musée militaire vaudois a servi de dépôt pour une partie des collections d'artillerie du Musée National Suisse, gérées ensuite par l'Office Fédérale de l'Artillerie. Une partie de ces pièces sont encore dans les collections à ce jour et exposées dans le musée de l'Artillerie.

### Fond de l'Association pour l'Histoire de la Gendarmerie Vaudoise[8]
L'AHGV créée en 2002 conserve une collection d'objets et d'uniformes de la Gendarmerie vaudoise depuis sa création en 1803. Un parcours permanent expose une sélection des pièces dès 2006.

### Collection de la Fondation Paderewski[9]
Cette collection comprend des objets et des documents en lien avec Ignace Paderewski, originaux pour la plupart, collectés à partir de 1977 (année de création de la Société Paderewski de Morges, dont la Fondation Paderewski est depuis 2014 l'héritière).

### Collection de Mestral
Entre 1947 et 1965 la famille de Mestral dépose au château de Morges un exceptionnel fonds d’armes anciennes couvrant près d’un demi-millénaire de l’histoire militaire d’une famille noble en Pays de Vaud. Cette collection représente pas moins de 300 objets dont les pièces maîtresses sont visibles dans le parcours permanent.

### Collections documentaires
Le musée est doté de plusieurs fonds documentaires d’importance nationale portant sur l’histoire militaire, la guerre, les uniformes, les armes et leur maniement. Particulièrement riche en ouvrages anciens, la bibliothèque conserve notamment le fonds ancien de l’arsenal de Morges, les collections de l’ancien Institut suisse des armes anciennes (ISAA, Grandson) ainsi que la bibliothèque du Centre d’histoire et de prospective militaire (CHPM, Pully). Les collections, nanties d’environ quinze milles documents, sont accessibles au public.